# Крыкля, Роман Олегович
Рома́н Оле́гович Кры́кля — профессиональный кикбоксер из Украины. Чемпион мира по версии K-1 в весовой категории до 95 кг, Чемпион мира по версии А1, Kunlun Fight, TNA в супертяжелом весе. За время карьеры провёл 36 поединков на профессиональном ринге, из которых одержал 31 победу, большинство из них нокаутом.

## Спортивная биография
Крыкля Роман Олегович родился 11.10.1991 г. в г. Краснограде, Харьковской обл., Украина.
С 6 лет начал занятия в спортивном клубе «Буровик». Тренер Кожушко Валентин Николаевич.
Принимал участие в спортивных соревнованиях клубного, районного и областного уровня.
Вместе с клубом «Буровик», с 10 летнего возраста, Роман начал выезжать на первенства Украины среди детей и юношества по кэмпо-карате и кикбоксингу. Неоднократно занимал призовые места, становился чемпионом Украины среди детей.
В 2008 году в г. Луцке стал чемпионом Украины по кикбоксингу среди юношей, получил звание мастера спорта по кикбоксингу.
С 2008 года продолжил тренироваться в г. Харькове, клуб «Максимус», тренер Кийко Максим Николаевич. Так же Роман совершенствовал ударную технику рук у известного харьковского тренера по боксу Демченко Виктора Николаевича.
Во время учёбы в Харьковском национальном автомобильно-дорожном университете, отстаивал честь ВУЗа на первенствах Украины по кикбоксингу среди студентов, четыре года подряд (2012—2015 г.г.) занимал первое место. Стал серебряным чемпионом Украины среди любителей по тайскому боксу в Одессе (2010 г.).
С 2011 года, Роман начал выступать на профессиональном ринге в боях по версии К 1 (профессиональная версия кикбоксинга) и тайскому боксу (муай тай) в тяжёлой весовой категории. С 2013 года продолжил тренироваться в г. Минске, клуб «ГРИДИН ДЖИМ» под руководством известного тренера Гридина Андрея Сергеевича.
В 2015 году принял участие в турнире — бои по правилам TNA (одна из профессиональных версий кикбоксинга) имеющего статус кубка мира. Турнир проводится в г. Казань (Россия). и проходит в течение года. В этом турнире приняли участие спортсмены из 36 стран. Все свои бои на этом кубке мира Роман закончил нокаутом, одержав победу над спортсменами из Голландии, Хорватии, Италии. Финальный бой состоялся 4 сентября. Соперником Романа был боец из Камеруна Дэниэл Лентье.
В январе 2016 года, в г. Шанхай (Китай), Роман одержал победу над обладателем звания чемпиона мира по версии «Kunlun Fight» Джафаром Вилнисом (Нидерланды) и тем самым отобрал у него чемпионское звание.
В октябре 2016 года стал Чемпионом мира по версии K-1 в весовой категории до 95 кг в Белграде, Сербия.
В феврале 2018 года — Чемпион Мира в супертяжелом весе по версии FEA WORLD GP.
В феврале 2019 вновь стал Чемпионом Мира по версии Kunlun Fight.
В ноябре 2019 года Роман Крыкля сломил сопротивление Тарика Хбабеза (46-6-1) из Марокко, взяв реванш за поражение 2015 года, когда они встречались в рамках турнира SuperKombat. В этот раз Роман ярко уничтожил соперника, во 2-м раунде трижды отправив его в нокдаун, и завоевал титул чемпиона мира по версии кикбоксинга One Championship.

## Статистика боёв в профессиональном ринге
| Результат | Противник             | Место проведения  | Метод |
| Победа    | Тарик Хбабез          | Пекин, КНР        | TKO   |
| Победа    | Анатолий Нестеров     | Одесса, Украина   | KO    |
| Победа    | Майкл Ходжер          | Трнава, Словакия  | KO    |
| Победа    | Максим Сукачев        | Харьков, Украина  | KO    |
| Победа    | Вячеслав Щербаков     | Харьков, Украина  | KO    |
| Победа    | Томаш Можный          | Прага, Чехия      | РС    |
| Поражение | Валентин Славиковский | Минск, Беларусь   | РС    |
| Победа    | Александр Бодрухин    | Буковель, Украина | KO    |
| Победа    | Евгений Макаров       | Харьков, Украина  | РС    |
| Победа    | Сергей Шитиков        | Буковель, Украина | КО    |
| Победа    | Юрий Додко            | Москва, Россия    | РС    |
| Победа    | Паком Асси            | Тур, Франция      | KO    |
| Поражение | Мартин Пакас          | Словакия          | РС    |
| Победа    | Паком Асси            | Париж, Франция    | KO    |
| Поражение | Кирк Крууба           | Казань, Россия    | РС    |
| Победа    | Томас Хрон            | Нанкин, Китай     | KO    |
| Победа    | Сергей Маслобоев      | Чунцин, Китай     | KO    |
| Победа    | Жире Стариат          | Прага, Чехия      | РС    |
| Победа    | Кулла Радован         | Прага, Чехия      | РС    |
| Поражение | Джафар Вилнис         | Хайнань, Китай    | РС    |
| Победа    | Декстер Суисс         | Казань, Россия    | KO    |
| Победа    | Игорь Михайлевич      | Казань, Россия    | KO    |
| Победа    | Клаудиу Истрате       | Казань, Россия    | KO    |
| Победа    | Дэниель Ленте         | Казань, Россия    | КО    |
| Победа    | Иван Павле            | Бухарест, Румыния | РС    |
| Поражение | Тарик Хбабез          | Бухарест, Румыния | РС    |
| Победа    | Константин Глухов     | Грозный, Россия   | РС    |
| Победа    | Джафар Вилнис         | Шанхай, Китай     | РС    |
| Победа    | Томас Ваннесте        | Марсель, Франция  | КО    |
| Победа    | Дэниель Ленте         | Марсель, Франция  | КО    |
| Победа    | Колин Джордж          | Грозный, Россия   | КО    |
| Победа    | Дэниель Ленте         | Лион, Франция     | РС    |
| Победа    | Арнольд Оборотов      | Лион, Франция     | КО    |